# Линкенхайм-Хохштеттен
Линкенхайм-Хохштеттен (нем. Linkenheim-Hochstetten) — община в Германии, в земле Баден-Вюртемберг.
Подчиняется административному округу Карлсруэ. Входит в состав района Карлсруэ. Население составляет 11 944 человека (на 31 декабря 2010). Занимает площадь 23,60 км².
Находится на правом берегу Рейна, в 17 км к северу от г. Карлсруэ. Образован в результате слияния в 1975 году двух муниципалитетов — Линкенхайма и Хохштеттена.
В город заходит северная ветка трамвая Карлсруэ — маршруты S1 и S11.
В километре от города находится Институт ядерных отходов (49°05′58″ с. ш. 8°25′54″ в. д.).